# Snöå bruk

Snöå bruk var ett järnbruk i Järna socken i Vansbro kommun. På Snöå Bruk bedrivs numera konferens- och vandrarhemsverksamhet
Ansökan om tillstånd för bruket vid Snöåns utlopp ur Storsjön gjordes 1806. 
Bruket lades sedan ner 1866. Där fanns då en stångjärnssmedja, en manufaktursmedja, två kolhus, två tackjärnsbodar, en ramsåg och en kvarn (båda nu restaurerade). Dessutom arbetarbostäder, brukskontor, några bodar och ekonomibyggnader för jordbruket samt bruksinspektorsgården.